# Judeia e Samaria
Judeia e Samaria (em hebraico:  אֵזוֹר יְהוּדָה וְשׁוֹמְרוֹן, romaniz.: Ezor Yehuda VeShomron; em árabe: اليهودية والسامرة, romaniz.: al-Yahudiyyah was-Sāmarah) é uma divisão administrativa usada pelo Estado de Israel para se referir a toda a Cisjordânia, excluindo Jerusalém Oriental (veja Lei de Jerusalém).

## Etimologia
A origem do topônimo Judeia remonta ao ano 1.360 a.C., quando os hebreus, liderados por Josué, assentaram naquela região os descendentes de Judá, filho de Israel, dando origem à tribo que posteriormente se transformaria no Reino de Judá.
A Samaria é um termo construído pelo hebraico shomron, nome da tribo shemer, que era proprietária do local e o vendeu ao Omri, sexto rei de Israel.
Atualmente o Estado de Israel possui 74,2% de sua população composta por judeus, grupo étnico nativo da Judeia e Samaria.